# Тродржавно решење
Тродржавно решење (Решење са три државе), које се назива и египатско-јорданско решење или Јорданско-египатска опција, представља приступ миру у израелско-палестинском сукобу враћањем контроле над Западном обалом Јордану и контроле над појасом Газе Египту.

## Историјат
Решење са три државе у суштини реплицира ситуацију која је постојала између споразума о примирју из 1949. и Шестодневног рата 1967. године. Почевши од 1949. године, Египат је окупирао појас Газе, Јордан је окупирао Западну обалу, а палестинска арапска држава није постојала. Године 1950. Јордан је званично анектирао Западну обалу и својим арапским становницима дао јорданско држављанство.

## Изводљивост
Док је решење са две државе и даље преовлађујућа опција, решење са три државе се поставља све учесталијом пошто је одрживост решења са две државе више пута доведена у питање. 2009. да су Египат и Јордан све више забринути због могућности да поново преузму одговорност за Газу и Западну обалу.
У публикацији Вашингтонског института за блискоисточну политику из септембра 2008. године, Гиора Еиланд је написала подршку овом предлогу.
Јорданска влада оштро се противи предлозима да Палестинци добију јорданско држављанство.
Током парламентарних избора 2010. године, јордански политичари су изразили бојазан да ће Јордан бити приморан да поново апсорбује Западну обалу и додели држављанство њеним становницима, ако се директни израелско-палестински преговори 2010. прекину и палестинске власти пропадну. Изражена је и забринутост да би Израел могао преферирати ово решење у односу на традиционално решење са две државе.
Међутим, неки јордански званичници подржали су јорданску контролу над Западном обалом. У мају 2010, председник јорданског Сената Тахер ал-Масри је у свом говору поменуо „две уједињене обале [реке Јордан], са Хашемитском краљевином Јордан која се појављује на обе обале свете реке“.

## Заговорници
Решење са три државе заговарају уводник у Тхе Нев Иорк Сун-у и Иан Бреммер, од којих ниједан не верује да је решење са две државе или решење са једном државом одрживо.
Бивши амерички амбасадор при Уједињеним нацијама Џон Р. Болтон је предложио „приступ 'три државе', где се Газа враћа под контролу Египта, а Западна обала у некој конфигурацији враћа јорданском суверенитету”.
Данијел Пајпс описује „јорданско-египатску опцију“ као „јединствено трезвен начин“ за постизање мира.
Израелски посланик Арије Елдад предложио је да се палестинским Арапима да јорданско држављанство.
Џералд Левин је учествовао у разговорима о изградњи канала из Мртвог мора у лондонском министарству спољних послова и комонвелта у августу 1997. Мртво море је 430 м испод нивоа мора, тако да би се могао изградити канал за слатку морску воду дуж реке Јордан. Уз десалинизацију, пољопривредни послови за милион људи у Јордану, Египту и Израелу били би одрживи. Пријављено је да је Јордан пристао да управља између 17% и 21% Западне обале, како би олакшао изградњу канала уз међународну помоћ, што би повећало подручје Јордана на око 70% Палестине из 1918. године.

## Алтернативна употреба фразе
Фраза решење о три државе се такође користи не као мировни предлог, већ као опис статуса кво који постоји откако је Хамас преузео контролу над Газом од палестинских власти 2007. године, остављајући три државе под контролом Палестинске управе. Западна обала, Израел и Газа под контролом Хамаса на територији западно од реке Јордан. Други, укључујући Кавеа Л Афрасиабија, тврде да је Хамасов „пуч“ учинио немогућим решење о две државе, и заговарају регулисање статуса кво у три сталне суверене државе. У јулу 2012. објављено је да Хамас разматра проглашење независности уз подршку Египта.